# Michelle Paver

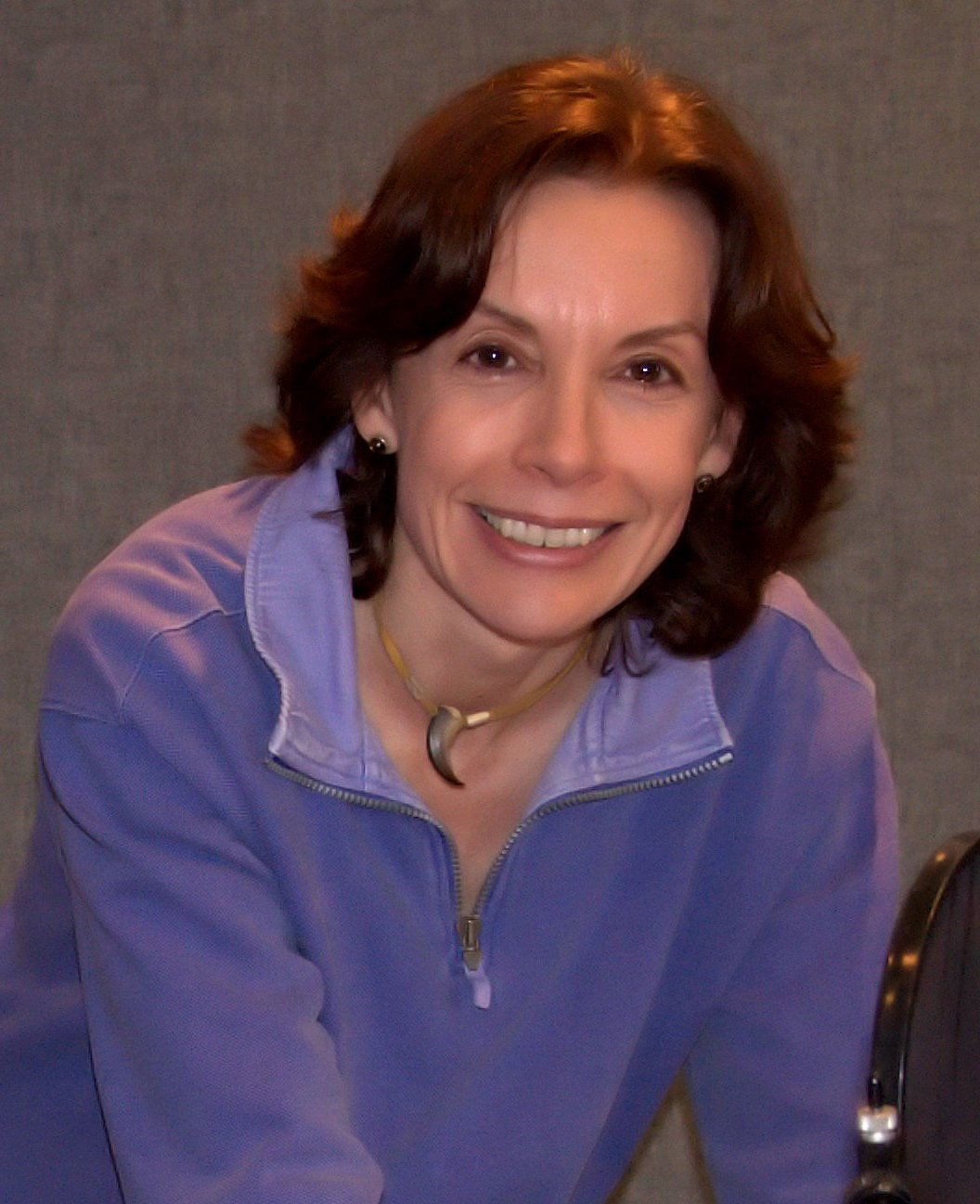
Zdjęcie z września 2010

Michelle Paver (ur. w 1960) – angielska pisarka.

## Życiorys
Michelle Paver urodziła się w Malawi, w wieku trzech lat zamieszkała w Anglii, w Wimbledonie. Ukończyła studia na wydziale biochemii na Uniwersytecie Oksfordzkim. Następnie zaczęła pracować jako prawnik. W 1996, po śmierci ojca, poprosiła o jednoroczny urlop i zaczęła planować swoją pierwszą książkę.

## Twórczość
Jej najsłynniejszym dziełem jest seria książek fantasy dla młodzieży Kroniki Pradawnego Mroku. Akcja książek rozgrywa się w czasach epoki kamiennej, bohaterami są ludzie bardzo podobni zwyczajami do północnoamerykańskich Indian, choć sceneria kojarzy się raczej z krajobrazami Irlandii.
Ukazały się już wszystkie części:
- Wilczy brat (2005)
- Wędrujący duch (2006)
- Pożeracz dusz (2007)
- Wyrzutek (2008)
- Złamana Przysięga (2009)
- Tropiciel duchów (2010)

## Nagrody
Cykl Kroniki pradawnego mroku otrzymał następujące nagrody:
- Nagroda Wybór Rodziców roku 2005
- Dziecięca Książka Roku na liście pisma "Times".
- Nominacja do nagrody British Book Awards